# Olinto Silva
Olinto Silva (nascido em 30 de agosto de 1960) é um ex-ciclista venezuelano.
Competiu representado a Venezuela nos Jogos Olímpicos de 1980 em Moscou, onde terminou em 18º lugar no contrarrelógio por equipes de 100 km. Na estrada, Silva não completou a prova.